# Сервейер-1
«Серве́йер-1» (англ. Surveyor 1) — беспилотный космический аппарат НАСА, запущенный в 1966 году и предназначенный для исследований Луны. Второй в истории посадочный модуль, совершивший мягкую посадку на небесное тело (после советской «Луны-9», прилунившейся за 4 месяца до этого).
Этот космический аппарат был первым в серии беспилотных аппаратов «Сервейер», предназначенных для мягкой посадки на поверхность Луны. «Сервейер-1» был запущен 30 мая 1966 года, с космодрома на мысе Канаверал, штат Флорида, и успешно прилунился 2 июня 1966 года в Океане Бурь. После мягкой посадки на Луну аппарат начал собирать данные, необходимые для подготовки к пилотируемым полётам программы «Аполлон».
«Сервейер-1» передал на Землю 11 237 фотоснимков лунной поверхности при помощи телевизионной камеры и сложных радиотелеметрических систем.
Программа «Сервейер» управлялась Лабораторией реактивного движения в Лос-Анджелесе; сборкой и проектированием аппарата занималась компания «Хьюз Эйркрафт» (Эль-Сегундо, штат Калифорния).

## Цели миссии

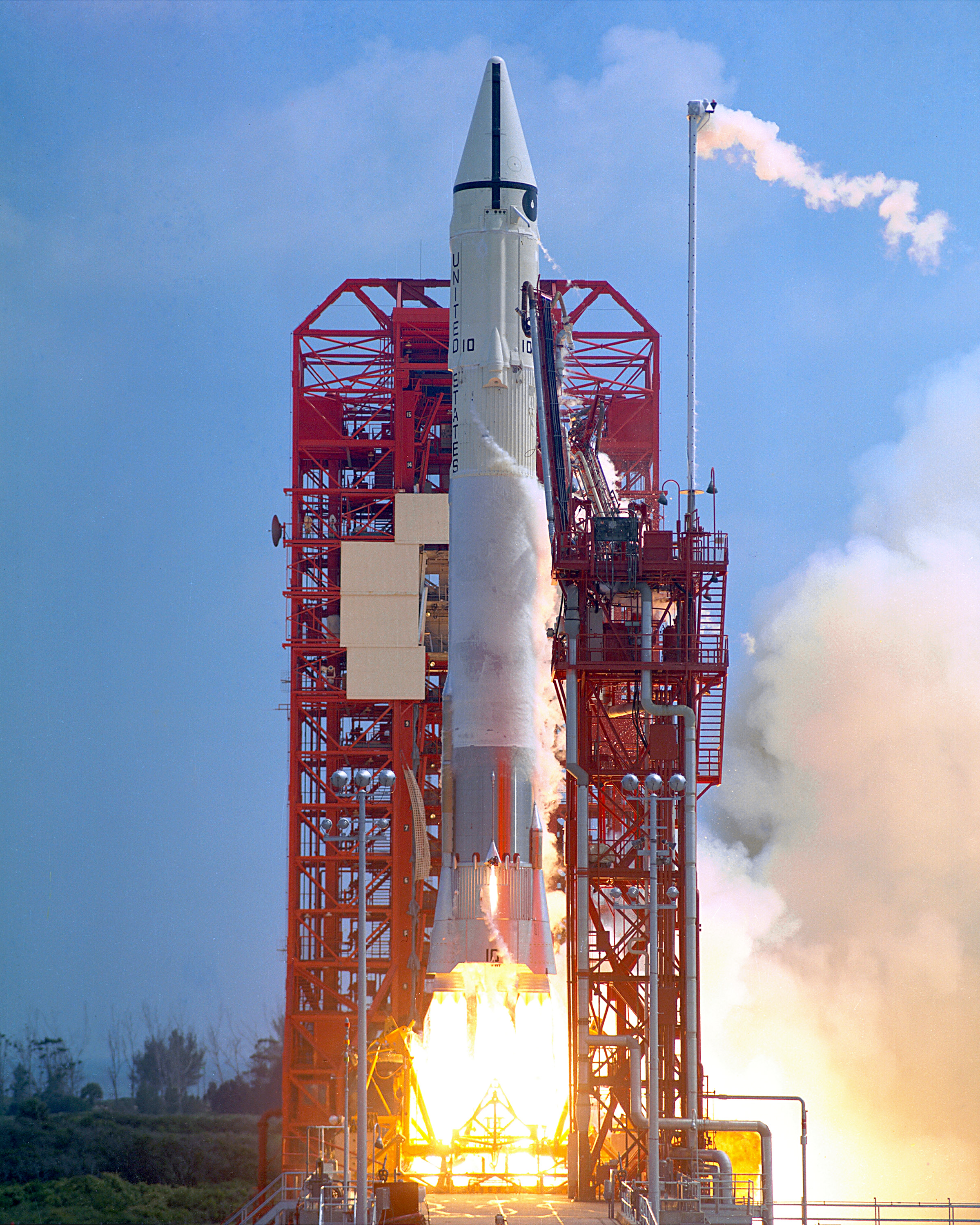
Запуск ракеты-носителя «Атлас-Центавр» с «Сервейером-1» на борту

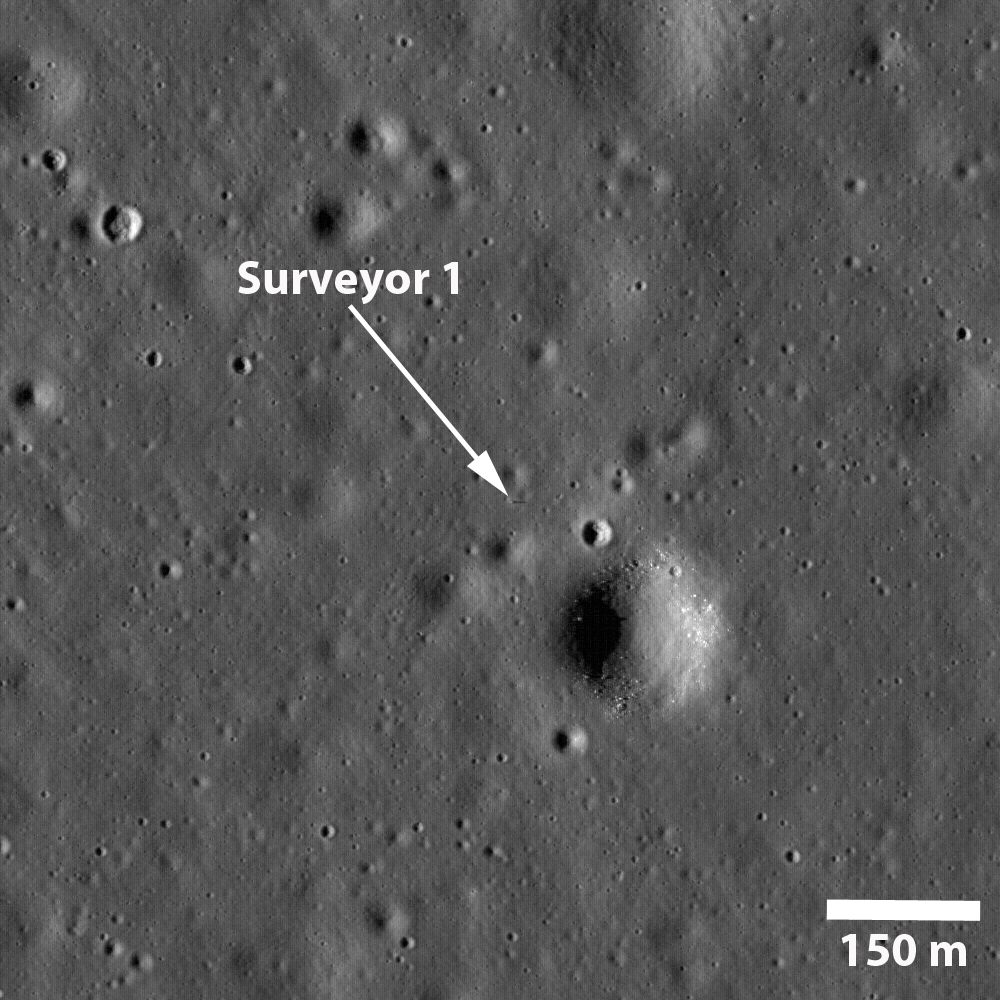
«Сервейер-1», снятый орбитальным аппаратом LRO в 2009 году

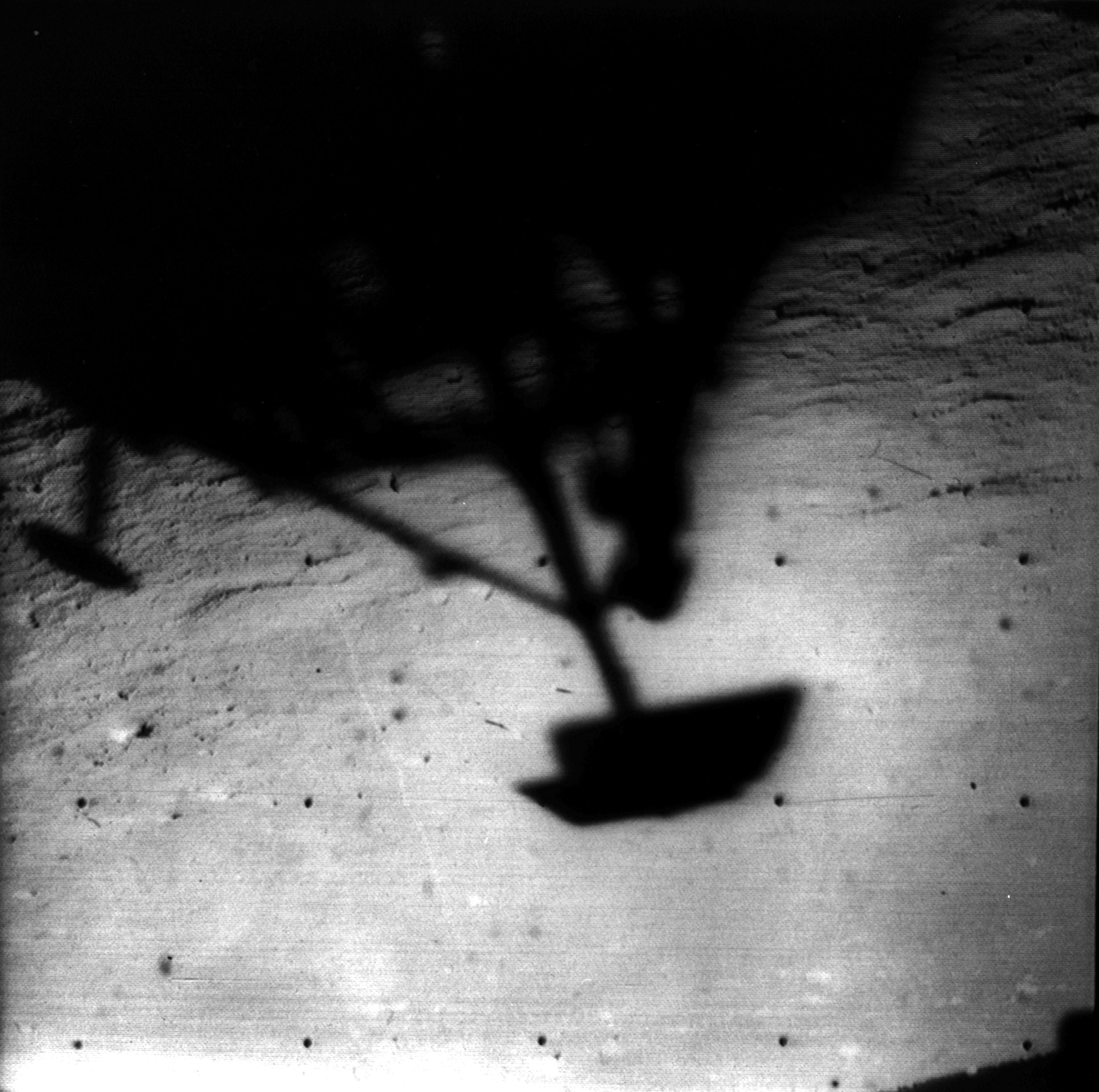
Тень от «Сервейера-1» на лунной поверхности

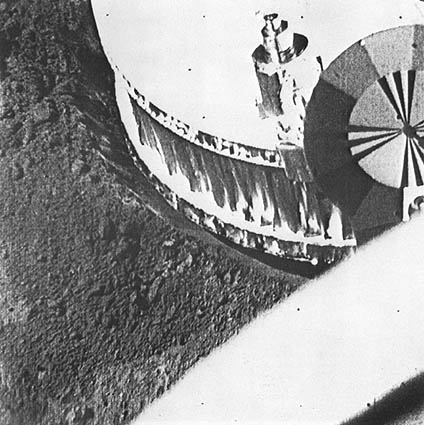
Лунный грунт под опорой «Сервейера-1»

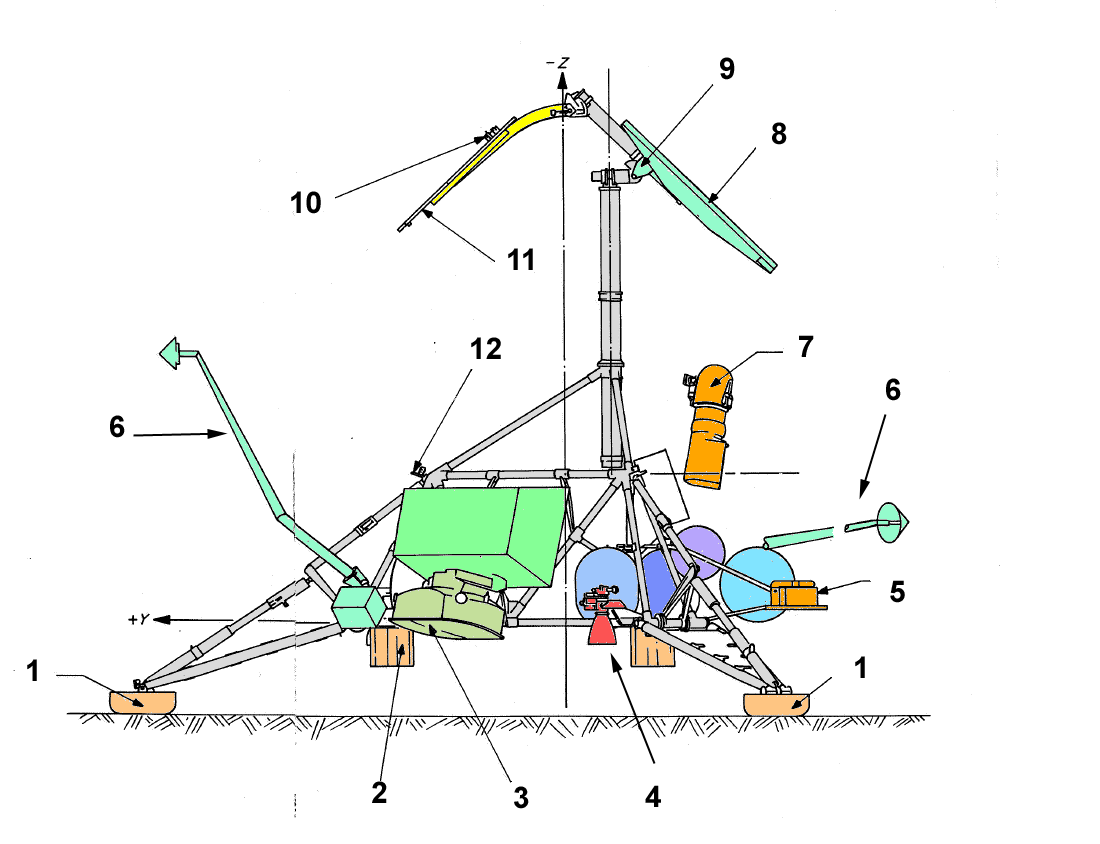
Схема аппарата «Сервейер» в посадочной конфигурации. 1 — тарели посадочных опор; 2 — краш-блоки из алюминиевых сот; 3 — антенны радиовысотомера и доплеровского измерителя скорости; 4 — маневровый ЖРД; 5 — спектрометр обратного рассеяния альфа-частиц (отсутствовал в первых четырёх аппаратах серии «Сервейер»); 6 — всенаправленные конические антенны; 7 — телекамера; 8 — планарная антенная решётка; 9 — узел позиционирования антенны и солнечной батареи; 10 — сенсор солнечной батареи; 11 — солнечная батарея; 12 — узел разблокировки посадочных опор

Среди целей миссии «Сервейер-1» значились:
- изучение лунного рельефа;
- исследование гравитационного поля Луны;
- изучение различных физических условий на лунной поверхности;
- телесъёмка поверхности Луны.

## Устройство
Серия космических аппаратов «Сервейер» была разработана с целью совершения мягкой посадки на Луну. Рама аппарата сделана из тонкостенных алюминиевых труб. Она представляет собой треножник из трёх посадочных опор длиной 4,3 м с амортизаторами и тарелями. Подошвы опорных тарелей и амортизирующие блоки, укреплённые на каждой опоре, выполнены из алюминиевых сот, за счет деформации которых поглощается энергия посадочного удара. В двух отсеках с контролируемой температурой размещена электронная аппаратура, на вертикальной мачте высотой 1 м, укреплённой на вершине треножника, находятся солнечная батарея и планарная узконаправленная антенная решётка.
Аппарат имел основной тормозной твердотопливный двигатель и три служащих для управления посадкой жидкостных двигателя, а также двигатели ориентации, питаемые сжатым азотом.
На «Сервейере-1» были установлены две телевизионные камеры на видиконах (одна из них была направлена вниз) и около 100 датчиков для измерения температур, напряжений, положения подвижных элементов аппарата, а также акселерометры. Специальной научной аппаратуры на «Сервейере-1» не было. Телевизионная система массой 7,31 кг могла работать в двух режимах: с разложением изображения на 200 или на 600 строк. Её угловое разрешение составляло 0,5 миллирадиана по уровню 15 % отклика, что вдвое лучше среднего углового разрешения человеческого глаза; это обеспечивало линейное разрешение 0,5 мм на расстоянии 1,6 м от камеры (соответствующее расстоянию от камеры до конца посадочной опоры). Фокусное расстояние объектива менялось в пределах от 25 до 100 мм и обеспечивало поле зрения от 25,3 до 6,43 квадратного градуса (от ~3° до 0,36° по горизонтальной стороне кадра). Ирисовая диафрагма изменяла относительное отверстие камеры от f/4 до f/22. Камера могла быть направлена в любом направлении по азимуту, а по углу места от +40° до −65° к плоскости горизонта; она могла фокусироваться на расстояниях от 1,23 м до бесконечности и была оборудована турелью с цветовыми светофильтрами. Для калибровки телекамеры на посадочной опоре № 2 была установлена фотометрическая мишень. На всех аппаратах серии «Сервейер», кроме «Сервейера-1», устанавливались зеркала, позволявшие вести съемку в местах, недоступных для прямой видимости телекамеры.
В составе аппарата находились солнечный датчик и датчик опорной звезды Канопус, а также несколько радиолокаторов, служащих для определения скорости спуска и расстояния до лунной поверхности. Радиовысотомер давал сигнал на выключение тормозного двигателя. Другой высотомер с помощью бортового компьютера управлял двигателями малой тяги.
Посадочное устройство аппарата при старте находилось в сложенном состоянии и развертывалось только лишь после того, как аппарат выводился на траекторию полета к Луне. Максимальный диаметр «Сервейера-1» составлял 4,27 м, а высота (при сложенном шасси) около 3 м.
Доставка аппаратов «Сервейер» к Луне осуществлялась ракетной системой «Атлас-Центавр», а посадка в заданную точку — с помощью основного тормозного твердотопливного двигателя, который заканчивал свою работу и отбрасывался на высоте около 10 км, после чего замедление спуска осуществлялось жидкостными двигателями.
Радиосвязь аппарата обеспечивалась планарной подвижной узконаправленной антенной решёткой, использовавшейся для передачи телесигнала, двумя всенаправленными коническими антеннами, расположенными на концах складных стрел и предназначавшимися для передачи телеметрии и приёма команд, а также двумя приёмниками и двумя передатчиками. Источниками электропитания служили солнечная батарея (792 отдельных элемента общей площадью 0,855 м2, мощность до 85 ватт) и два серебряно-цинковых химических источника тока (один из них заряжаемый).
Один из отсеков с контролируемой температурой (от +5 до +50 °C) содержал всю электронику связи и блок питания. Второй, где температура поддерживалась в диапазоне от −20 до +50 °C, предназначался для электроники, которая дешифровала команды и обрабатывала сигналы.
Ориентация в полёте контролировалась с помощью солнечного и звёздного (по Канопусу) датчиков, а также гироскопического трёхосного измерителя. Управление ориентацией осуществлялось двигателями ориентации на сжатом азоте. Три жидкостных реактивных двигателя с регулируемой тягой (от 130 до 460 Н в вакууме) использовали гидрат монометилгидразина (H2N-NHCH3·H2O) в качестве топлива и смесь оксидов азота MON-10 (90 % N2O4, 10 % NO) в качестве окислителя. Топливо и окислитель хранились в сферических баках, закреплённых на раме-треножнике.

## Описание миссии
«Сервейер-1» был запущен 30 мая 1966 года в 14:41:00 UT с помощью ракеты-носителя «Атлас-Центавр», сразу направившись с сторону Луны, без выхода на низкую околоземную орбиту. В ходе полёта в 06:45 UT 31 мая была выполнена коррекция траектории. На расстоянии 75,3 км от поверхности Луны по сигналу от радара был запущен тормозной твердотопливный двигатель, горевший в течение 40 секунд и затормозивший аппарат со скорости 2612 м/с до 110 м/с (относительно поверхности); после этого на высоте около 11 км двигатель был отстрелен, и дальнейшее торможение осуществлялось жидкостными двигателями под управлением бортового компьютера, получавшего данные от радиовысотомера и доплеровского измерителя скорости. «Сервейер-1» осуществил успешное прилунение в 6:17:36 UT 2 июня 1966 года в юго-восточной части Океана Бурь в точке с координатами 2°28′28″ ю. ш. 43°20′23″ з. д. / 2,4745° ю. ш. 43,3398° з. д. (в 50 км к северо-северо-востоку от кратера Флемстид). Двигатели были выключены на высоте 3,4 метра от поверхности Луны. Удар о поверхность, произошедший с вертикальной скоростью около 3,6 м/с и горизонтальной составляющей 0,3 м/с, погасили амортизированные опоры. Аппарат после первого контакта подскочил примерно на 6 см и через 1,0 секунды вновь встал на поверхность. Записи показаний датчиков натяжения во время удара позволили определить механические свойства поверхности; в частности, динамическое давление, выдержанное грунтом во время удара, составляло 300...700 Па.
Продолжительность полета «Сервейера-1» составила примерно 63 часа и 30 минут. Стартовый вес аппарата составлял 995,2 кг, а при прилунении (израсходовалось топливо для маневрирования, а также отделился основной тормозной двигатель и радиолокационный высотомер) около 294,3 кг.
«Сервейер-1» начал телевизионную съемку поверхности Луны через час после прилунения. На момент посадки Солнце находилось на высоте 28° над восточным горизонтом, двигаясь к верхней кульминации. В течение первого лунного дня, до захода Солнца 14 июня, аппарат передал 10 338 фотографий. Поскольку Луна всегда обращена к Земле одной стороной, поддержка радиосвязи с «Сервейером-1» требовала только смен наземных станций, из-за постоянного вращения Земли. Электроэнергия не вырабатывалась во время двухнедельных лунных ночей (так как аппарат работал от солнечных батарей), поэтому ночью «Сервейер-1» находился в бездействии, потребляя электроэнергию только от аккумулятора для обогрева электроники (за исключением короткого времени сразу после захода Солнца 14 июня, когда были выполнены 84 фотографии солнечной короны над горизонтом). Во время второго лунного дня новая передача фотографий началась в лунный полдень, 7 июля. За второй лунный день были переданы 899 фотографий. Сразу после начала второй лунной ночи, 13 июля в 7:30 UT, миссия была прекращена ввиду значительного падения напряжения бортовой аккумуляторной батареи. Однако попытки возобновить связь продолжались до 7 января 1967 года. В общей сложности «Сервейер-1» передал на Землю 11 240 фотографий.